# 강성관
강성관(1987년 11월 6일 ~ )은 대한민국의 전 축구 선수이며 포지션은 골키퍼였다. 현재 경남 FC GK 코치로 재직중이다.